# 新納久饒
新納 久饒（にいろ ひさあつ）は、戦国時代から江戸時代前期にかけての武将。島津氏の家臣。薩摩国隈城地頭。

## 略歴
天文16年（1547年）、新納氏庶流・新納康久の次男として誕生。
龍造寺氏、阿蘇氏との戦いに参加。天正13年（1584年）には肥後国合志城を攻略する功績をあげている。島津義久が豊臣秀吉から琉球征伐の命を受けると、天正18年（1590年）に義久の命で琉球への使者となった。文禄3年（1594年）、文禄の役で島津忠恒の渡鮮の際に兵糧を調達、飢えに苦しんでいた軍勢を助ける等の功績があった。
乱世の中長寿を全うし、寛永元年（1624年）、死去。享年78。
フランシスコ・ザビエルが布教のために薩摩へ訪れた際に、久饒の父・康久の居城である市来鶴丸城に立ち寄った事があった。久饒は母や弟・旅庵と共にザビエルから洗礼を受けたといわれている。